# Ibicella
Ibicella, biljni rod iz porodice martinijevki raširen po istočnom Brazilu, sjevernoj Argentini, Paragvaju i Urugvaju. Pripadaju mu dvije vrste jednogodišnjeg bilja.

## Vrste
1. Ibicella lutea (Lindl.) Van Eselt.
2. Ibicella parodii Abbiatti